# ألبرت ديلبي
ألبرت ديلبي (بالفرنسية: Albert Delpy) (و. 1940  م) هو ممثل أفلام، ومخرج مسرحي، وكاتب سيناريو فرنسي، ولد في مدينة هو تشي منه.

## وصلات خارجية
- ألبرت ديلبي على موقع IMDb (الإنجليزية)
- ألبرت ديلبي على موقع قاعدة بيانات الأفلام العربية
- ألبرت ديلبي على موقع ألو سيني (الفرنسية)
- ألبرت ديلبي على موقع أول موفي (الإنجليزية)
- ألبرت ديلبي على موقع قاعدة بيانات الأفلام السويدية (السويدية)
- ألبرت ديلبي على موقع قاعدة بيانات الفيلم (الإنجليزية)
- ألبرت ديلبي على موقع كينوبويسك (الروسية)